# Акустическая эмиссия

Принцип диагностики трещин с помощью акустической эмиссии (АЭ).

Акусти́ческая эми́ссия (АЭ) — техническая диагностика, основанная на явлении возникновения и распространения упругих колебаний (акустических волн) в различных процессах, например, при деформации напряжённого материала, истечении газов, жидкостей, горении и взрыве и др.

## Принцип действия

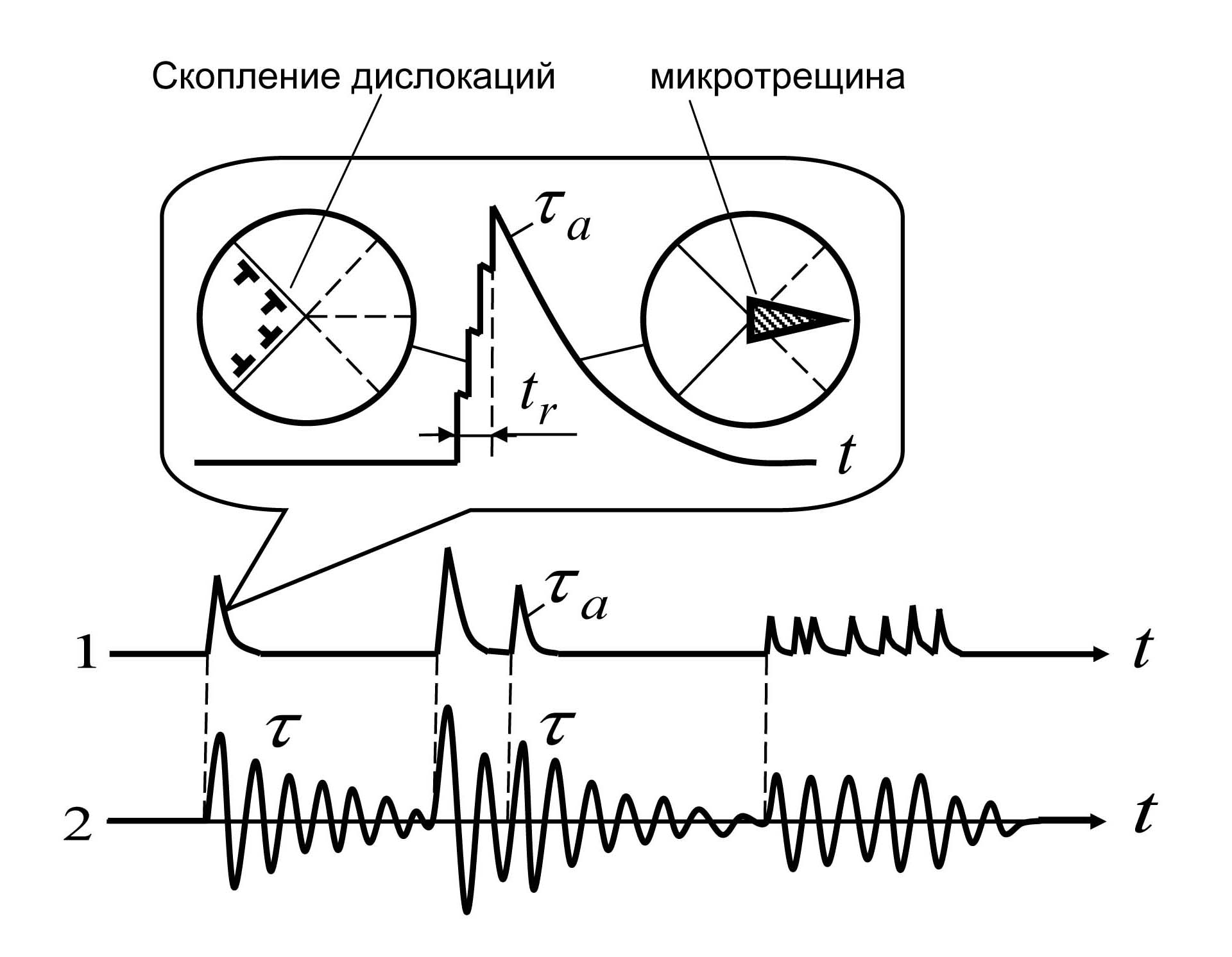
Механизм излучения акта АЭ в металлах с ОЦК решеткой при объединении дислокаций в микротрещину по механизму Коттрелла

Основной принцип диагностики инженерных сооружений и конструкций заключается в пассивном сборе информации с множества звуковых (и ультразвуковых) датчиков, её локализации и обработке для последующего определения зоны и степени износа конструкции.
Механизм излучения первичного упругого импульса АЭ (акт АЭ) может иметь различную физическую природу. На рисунке показан механизм излучения акта АЭ при зарождении микротрещины по механизму Коттрелла вследствие прорыва скопления дислокаций (дислокация – это линейный дефект в кристаллической решётке материала) через границу в металлах с объемно-центрированной кубической (ОЦК) решеткой при механическом нагружении, а также временные диаграммы потока актов АЭ (1) и потока регистрируемых сигналов АЭ (2).

## Практика использования
АЭ является следствием подвижек среды, что позволяет использовать её для диагностики процессов и материалов. Например, количественно АЭ — критерий целостности материала, который определяется звуковым излучением материала при контрольном его нагружении.
Эффект акустической эмиссии может использоваться для выявления образования внутренних дефектов на начальной стадии разрушения конструкции. Он же может быть использован для определения степени сейсмической опасности геологических пород, при этом эмиссию можно вызывать искусственно.
Метод АЭ дает возможность исследовать кинетику процессов на самых ранних стадиях микродеформации, дислокационного зарождения и накопления микронесплошностей.  Грубо говоря, каждая трещинка как бы «кричит» о своем росте. Это позволяет диагностировать по сопутствующей АЭ сам момент зарождения трещины. Кроме того, для каждой уже зародившейся трещины существует некоторый критический размер, зависящий от свойств материала.  До этого размера трещина подрастает очень медленно (иногда десятки лет) посредством огромного количества небольших дискретных скачков, сопровождаемых АЭ излучением. После достижения трещиной критического размера происходит катастрофическое разрушение, т.к. ее дальнейший  рост идет уже со скоростью, близкой к половине скорости звука в материале конструкции. Принимая с помощью особой высокочувствительной аппаратуры и измеряя в самом простейшем случае интенсивность dNa/dt (количество в единицу времени), а также общее количество актов (событий) АЭ, Na, удается по данным АЭ экспериментально оценить скорость роста, длину трещины и прогнозировать близость разрушения. 
Существенное расширение возможностей АЭ метода диагностики дает применение к нему статистических методов анализа потоков случайных событий. Это позволяет повысить достоверность АЭ метода и количественно оценить достоверность его результатов. В настоящее время метод АЭ активно используется в задачах контроля и диагностики объектов атомного энергетического машиностроения, авиационной, ракетно-космической техники, железнодорожного транспорта, исторических артефактов (например, Царь-колокола в Московском Кремле), а также других изделий и объектов ответственного назначения.

### Примеры проявления
1. Перед тем как начать ломаться, нагруженная ветка дерева издаёт специфический скрип, при этом наблюдается скачкообразный импульс АЭ-сигнала; Затем, если на ветку продолжает действовать достаточная нагрузка, происходит постепенная поломка, а при этом можно слышать звук от пачки импульсов АЭ.
2. АЭ при твердофазном горении органических порошков позволяет диагностировать как химическую реакцию, так и материалы, получающиеся при этом.
3. АЭ проявляется также в ходе физико-химических процессов в жидкостях, что позволяет проводить диагностирование параметров этих процессов по данным АЭ излучения[3].